# كينيث دوغال
كينيث دوغال (بالإنجليزية: Kenneth Dougall)‏ (7 مايو 1993 ببريزبان في أستراليا - ) هو لاعب كرة قدم هولندي في مركز الوسط. شارك مع منتخب أستراليا الوطني لكرة القدم تحت 23 سنة. أما مع النوادي، فقد لعب مع سبارتا روتردام ونادي تلستار ‏ وBrisbane City FC ‏.

## روابط خارجية
- كينيث دوغال على موقع قاعدة بيانات كرة القدم.إي يو (الإنجليزية)
- كينيث دوغال على موقع ناشيونال فوتبول تيمز (الإنجليزية)
- كينيث دوغال على موقع Soccerbase.com (لاعب) (الإنجليزية)
- كينيث دوغال على موقع Soccerway.com (الإنجليزية)
- كينيث دوغال على موقع عالم كرة القدم.نت (الإنجليزية)